# Ayumi hamasaki COUNTDOWN LIVE 2004-2005 A
『ayumi hamasaki COUNTDOWN LIVE 2004-2005 A』（アユミ・ハマサキ・カウントダウン・ライブ・2004-2005・エー）は、2004年12月30日、31日に国立代々木競技場第一体育館で開催された浜崎あゆみのカウントダウン・ライブ、および2005年3月2日に発売されたDVD。なお、タイトルの最後にある「A」はロゴ表記。

## 曲目
1. WHATEVER
2. immature
3. Fly high
4. Duty
5. ℳ
6. CAROLS
7. evolution
8. flower garden
9. AUDIENCE
10. independent
11. Trauma
12. INSPIRE

encore
1. walking proud
2. TO BE
3. Key 〜eternal tie ver.〜
4. Humming 7/4
5. Boys & Girls
6. winding road
7. 映像特典（オフショット映像）

## 参加ミュージシャン
- 浜崎あゆみ：Vocal

バンドメンバー
- エンリケ：Bass
- 野村義男：Guitar
- 清水俊也：Keyboards
- 宮崎裕介：Keyboards
- 松川恒二：Drums
- 濱田“ペコ”美和子：Chorus
- 山崎“プリンセス”陽子：Chorus
- 辻元宏：Manipulator

ダンサー
- 大坪剛
- ひらさわみちはる
- 冨田統星
- 神優作
- 水野周也
- たしろのぶひで
- 片岡直人
- 野村かやの
- ふじかわゆり
- 前原ちさ
- 斉藤みどり
- 米田あき

和太鼓
- Bonten